# Tim Montgomery
Timothy (Tim) Montgomery (Gaffney (South Carolina), 25 januari 1975) is een voormalige Amerikaanse atleet, die gespecialiseerd was in de 100 en 200 m sprint. Hij liep een wereldrecord op de 100 m, maar dit werd uit de boeken geschrapt, nadat hij was geschorst wegens het gebruik van verboden middelen. Vervolgens werd de sprinter begin mei 2008 gearresteerd en sindsdien zit hij een gevangenisstraf uit van in totaal negen jaar wegens bankfraude en heroïnebezit.

## Biografie

### Jeugd
Montgomery was oorspronkelijk basketbalspeler en voetballer, voordat hij zich op atletiek richtte. Al in 1994 liep hij 9,96 s op de 100 m-wedstrijd van de Junior Colleges. Dit zou een wereldrecord voor junioren zijn geweest, ware het niet dat de windmeter verkeerd geplaatst was en hiermee zijn record niet gehonoreerd kon worden.

### Senioren
Op de Olympische Spelen van 1996 in Atlanta nam hij deel aan de 4 x 100 m estafette. Hierbij hielp hij het Amerikaanse estafetteteam door de series (38,56) en de halve finale (37,96) heen. Hij maakte echter geen onderdeel uit van de Amerikaanse estafetteploeg bestaande uit Jon Drummond, Tim Harden, Michael Marsh en Dennis Mitchell dat met een tijd van 38,05s een zilveren medaille won in de olympisch finale. De wedstrijd werd gewonnen door de Canadese estafetteploeg in 37,69.
In 1997 behoorde Montgomery tot de wereldtop op de sprint en behaalde een bronzen medaille op de wereldkampioenschappen in Athene. Met een tijd van 9,94 eindigde hij achter zijn landgenoot Maurice Greene (goud) en de Canadees Donovan Bailey (zilver). Twee jaar later kwalificeerde hij zich op de WK in het Spaanse Sevilla opnieuw voor de finale, maar moest genoegen nemen met een zesde plaats. Een jaar later won hij een gouden medaille op de Olympische Spelen van Sydney voor zijn bijdrage in de series op de 4 x 100 m estafette. Met zijn teamgenoten Kenny Brokenburr, Brian Lewis en Maurice Greene plaatste hij zich met 38,15 voor de halve finale.
Op de wereldindoorkampioenschappen van 2001 won hij een zilveren medaille op de 60 m. Later dat jaar werd Montgomery op de WK in Edmonton tweede op de 100 m en wereldkampioen op de 4 x 100 m met zijn land. Het hoogtepunt van zijn sportcarrière bereikte hij in 2002, toen hij het wereldrecord op de 100 m verbeterde tot 9,78. Montgomery raakte in de zomer van 2005 dit wereldrecord kwijt aan de Jamaicaan Asafa Powell, die een honderdste van zijn record afliep.
In 2004 bleek hij doping te hebben gebruikt. In december 2005 werd Montgomery voor twee jaar wegens doping geschorst en zijn resultaten sinds 31 maart 2001 (inclusief zijn wereldrecord en de wereldtitel op de 4 x 100 m) zijn uit de boeken geschrapt. Hij diende begin 2006 zijn medailles in te leveren. Ook werd Montgomery uitgesloten voor de Olympische Spelen van 2004 in Athene.

### Gevangenisstraf
Op 9 april 2007 werd bekendgemaakt, dat Tim Montgomery had toegegeven betrokken te zijn bij het witwassen van geld. Volgens deskundigen kon de voormalige levenspartner van Marion Jones een celstraf van 37 tot 46 maanden tegemoetzien. De in november 2007 tegen hem aangespannen rechtszaak mondde in mei 2008 inderdaad uit in een veroordeling tot een gevangenisstraf van 46 maanden. Intussen werd Montgomery ook nog eens verdacht van heroïnebezit. Begin juli 2008 gaf hij voor de rechtbank toe hierin te hebben gehandeld, waarna er in oktober 2008 nog eens een gevangenisstraf van vijf jaar bij kwam.
Op 24 november 2008 gaf de ex-wereldrecordhouder ten slotte ook toe doping te hebben gebruikt in de aanloop naar de Olympische Spelen van Sydney. De ex-sprinter nam vier keer per maand een combinatie van testosteron en het groeihormoon HGH. Montgomery startte in Sydney overigens alleen in de serie van de 4 x 100 m estafette. Voor de halve finale en finale werd hij door een andere atleet vervangen.

## Titels
- Olympisch kampioen 4 x 100 m - 2000 (liep alleen in de series)
- Wereldkampioen 4 x 100 m - 2001[3]

## Persoonlijke records
Outdoor
| Onderdeel | Prestatie | Datum        | Plaats       |
| --------- | --------- | ------------ | ------------ |
| 100 m     | 9,92 s    | 13 juni 1997 | Indianapolis |
| 200 m     | 20,52 s   | 8 mei 1999   | Osaka        |

Indoor
| Onderdeel | Prestatie | Datum            | Plaats   |
| --------- | --------- | ---------------- | -------- |
| 50 m      | 5,74 s    | 25 februari 2001 | Liévin   |
| 60 m      | 6,46 s    | 11 maart 2001    | Lissabon |

## Palmares

### 60 m
- 2001:  WK indoor - 6,46 s

### 100 m
Kampioenschappen
- 1997:  WK - 9,94 s
- 1999: 6e WK - 10,04 s
- 2000:  Grand Prix Finale in Doha - 10,27 s
- 2001: DQ WK - 9,85 s[3]
- 2002: DQ Grand Prix Finale in Parijs - 9,78 s[3]
- 2003: DQ - 10,11 s[3]

Golden League-podiumplek
- 2000:  ISTAF – 10,01 s

### 4 x 100 m estafette
- 1996:  OS - 38,56 (liep alleen in series en ½ fin.)
- 2000:  OS - 37,61 (liep alleen in de series)

## Onderscheidingen
- Jesse Owens Award - 2002